# Musée de l'USS Midway
Le musée de l'USS Midway (anglais : USS Midway Museum) est un musée de San Diego en Californie. Il est situé dans le porte-avions USS Midway, qui est sa principale attraction, à proximité du musée maritime de San Diego.
Les visiteurs peuvent visiter notamment le pont du navire, le pont d'envol, le hangar, différents postes de commandement et les quartiers des officiers. Sur le pont d'envol et dans le hangar sont stationnés différents hélicoptères et avions.

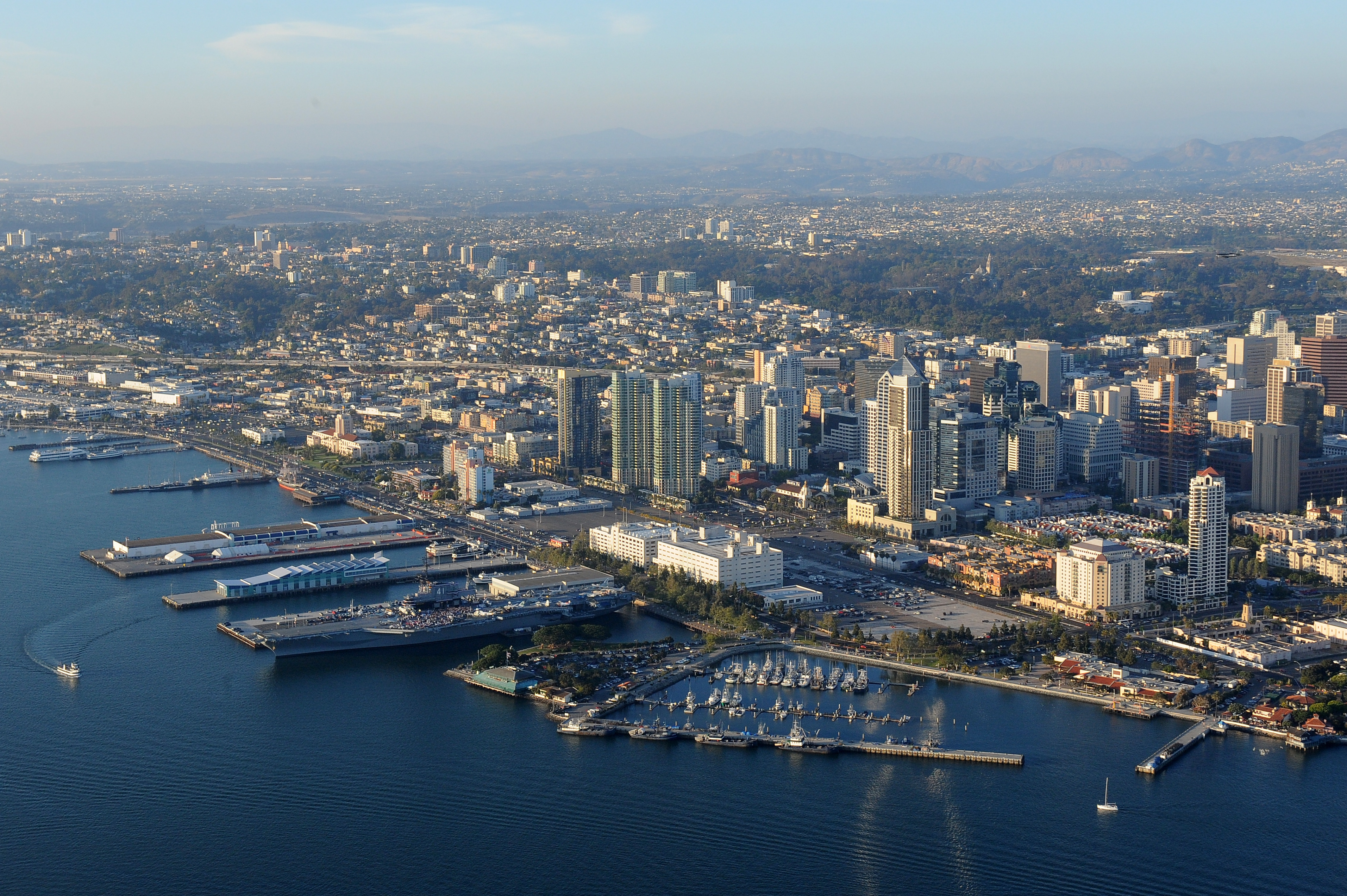
L'USS Midway à quai, près du Downtown San Diego.
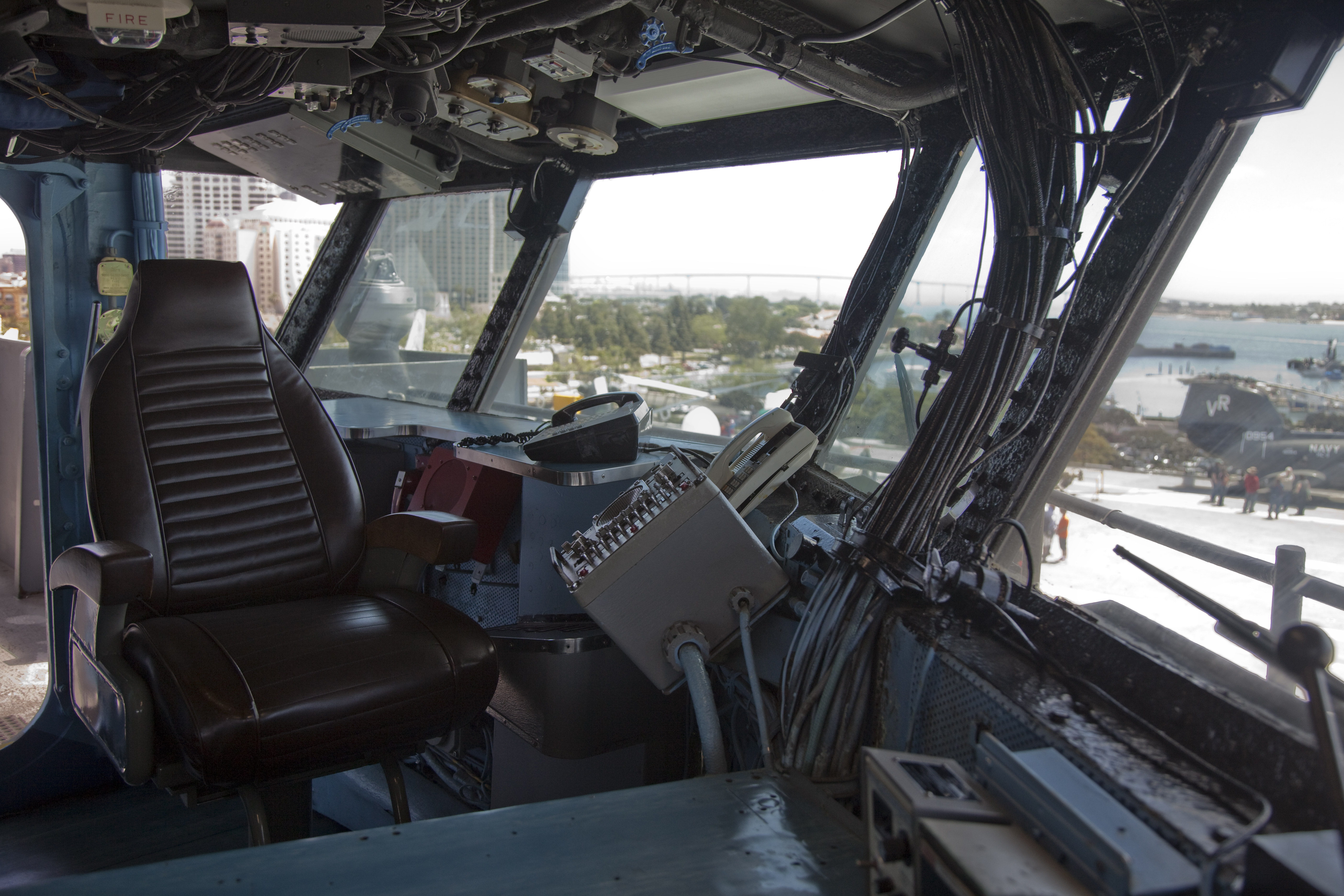
Siège du commandant, à la passerelle du porte-avions.
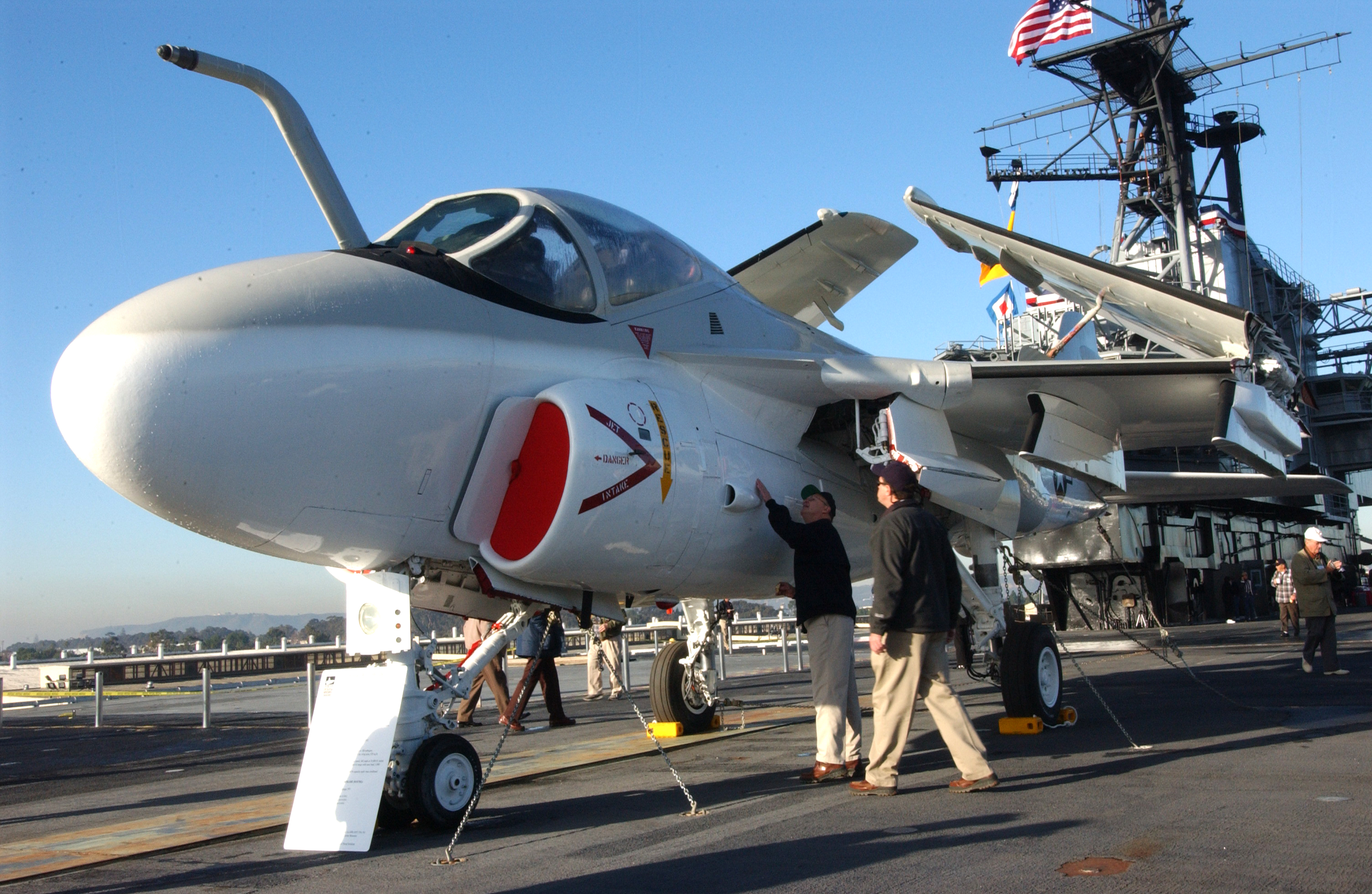
Avion exposé sur le pont d'envol du porte-avions.